# Angelika Bulbak
Angelika Bulbak est une joueuse polonaise de volley-ball, née le 16 juin 1991 à Sosnowiec. Elle mesure 1,72 m et joue au poste de libero. Elle totalise 28 sélections en équipe de Pologne.

## Clubs
| Club                             | De        | À         |
| -------------------------------- | --------- | --------- |
| MKS Calisia Kalisz               |           | 2006-2007 |
| SMS PZPS Sosnowiec               | 2007-2008 | 2009-2010 |
| MUKS Sparta Varsovie             | 2010-2011 | 2011-2012 |
| AZS Białystok                    | 2012-2013 | 2012-2013 |
| MUKS Sparta Varsovie             | 2013-2014 | 2013-2014 |
| PMKS Nike Węgrów                 | 2014-2015 | 2014-2015 |
| AZS KSZO Ostrowiec Świętokrzyski | 2015-2016 | 2015-2016 |
| Trefl Proxima Cracovie           | 2016-2017 | 2016-2017 |
| MKS Kalisz                       | 2017-2018 | 2017-2018 |
| Wisła Varsovie                   | 2018-2019 | …         |